# A Csendes-óceán Krisztusa
A Csendes-óceán Krisztusa (Cristo del Pacífico) Jézust ábrázoló szobor a perui Lima városában. A 2011-ben elkészült műalkotást Alan García perui elnök adta megbízásba abból az alkalomból, hogy megvált elnöki tisztségétől a 2011-es választást követően.
A 22 méteres szobor talapzattal együtt 37 méter magas. Anyagáról eltérő információk állnak rendelkezésre: míg kezdetben azt közölték, kőből készült, később már arról szóltak a hírek, hogy műanyagokat is felhasználtak.